# Disko (ostrov)
Disko (grónsky Qeqertarsuaq – velký ostrov) je ostrov v Baffinově zálivu zhruba v polovině západního pobřeží Grónska. S rozlohou 8 578 km² je druhým největším ostrovem Grónska po hlavním ostrově a 85. největším na světě. Žije tu 905 obyvatel, většina z nich ve městě Qeqertarsuaq (dánsky Godhavn) na jihu ostrova (883) a malá část také v Kangerluku na západě ostrova (22). Na severu ostrova se nachází také opuštěná osada Qullissat.
Ostrov objevil v 10. století Erik Rudý. Vnitrozemí je zaledněné, nejvyšší bod má 1 919 metrů nad mořem, nejvyšší pojmenovaná hora se jmenuje Qattuneriserpoq[zdroj⁠?!] (dánsky Højryggen) a měří 1610 metrů nad mořem. Na Disku se nacházejí velké zásoby železné rudy.